# 池田克史
池田 克史（いけだ かつし、1962年10月30日 - ）は、日本の政治家。大阪維新の会所属の前堺市議会議員（4期）。

## 来歴
大阪府堺市生まれ。

## 所属団体・議員連盟
- 国際正道－空手連盟FIKA青雲会　顧問
- 堺市北区倫理法人会 顧問
- 堺高石青年会議所　特別会員（シニアクラブメンバー）